# Mount Chester
Mount Chester är ett berg i Kanada.   Det ligger i provinsen Alberta, i den centrala delen av landet, 3 000 km väster om huvudstaden Ottawa. Toppen på Mount Chester är 3 054 meter över havet, eller 433 meter över den omgivande terrängen. Bredden vid basen är 2,5 km.
Terrängen runt Mount Chester är bergig österut, men västerut är den kuperad.Trakten runt Mount Chester är nära nog obefolkad, med mindre än två invånare per kvadratkilometer.. Det finns inga samhällen i närheten. 
I omgivningarna runt Mount Chester växer i huvudsak barrskog.